# شورای گسترش آموزش عالی
شورای گسترش آموزش عالی بالاترین مرجع تصمیم‌گیری در خصوص گسترش رشته‌های دانشگاهی و گروه‌های آموزشی در دانشگاه‌های کشور ایران است. هم‌چنین بررسی مقررات آموزش عالی و نیز بررسی صلاحیت علمی متقاضیان عضویت در هیئت علمی دانشگاه‌های ایران نیز در این شورا صورت می‌گیرد. این شورا فعالیت‌های خود را از طریق دبیرخانه شورای گسترش آموزش عالی که با عنوان دفتر گسترش و برنامه‌ریزی آموزش عالی شناخته می‌شود، انجام می‌دهد.

## تاریخچه شورای گسترش آموزش عالی
در سال ۱۳۰۱ خورشیدی برای نخستین بار، شورای عالی معارف تشکیل شد که پس از مدت کوتاهی به شورای عالی فرهنگ تغییر نام داد. این شورا در سال ۱۳۴۴ خورشیدی به شورای مرکزی دانشگاه‌ها تغییر نام داد؛ اما سه سال بعد، وزارت علوم وظایف محوله به این شورا را بر عهده گرفت. یک سال بعد و در سال ۱۳۴۸ «شورای تأسیس، توسعه و انحلال مؤسسات آموزش عالی» مأمور اتخاذ تصیمی در مورد چگونگی فعالیت موسسه‌های آموزش عالی شد. سرانجام در ۲۶/۲/۱۳۴۹ هیئت وزیران نام این شورا را به «شورای گسترش آموزش عالی» تغییر داد. این شورا طی سال‌های ۱۳۵۸ تا ۱۳۶۱ فعالیتی نداشت. علت این امر، انقلاب فرهنگی و تعطیل شدن دانشگاه‌ها بود.
در سال ۱۳۶۱ شورای نوگشایی و بازگشایی دانشگاهها و مؤسسات آموزش عالی و رسیدگی به تأسیس و انحلال مراکز آموزشی را به عهده گرفت و پس از بازگشایی دانشگاه ها و مؤسسات آموزش عالی، نام شورای مزبور به شورای گسترش آموزش عالی تغییر کرد و از آن زمان تاکنون شورای گسترش آموزش عالی مرجع تصمیم گیری دربارهٔ خطوط اصلی سیاستهای توسعه و گسترش آموزش عالی در سطح کشور محسوب می‌شود. شایان ذکر است پس از ادغام شورای‌عالی برنامه‌ریزی در شورای گسترش آموزش عالی در سال ۱۳۸۱، کلیه وظائف شورای‌عالی یاد شده در دفتر گسترش آموزش عالی خلاصه و به همین منظور، معاونت برنامه‌ریزی در دفتر گسترش و برنامه‌ریزی آموزش عالی ایجاد گردید. شایان ذکر است شورای عالی برنامه‌ریزی در تاریخ ۶۳/۱۱/۲۸ تشکیل و از تاریخ ۶۳/۱۲/۲۳ رسماً آغاز به کار کرد. لایحه قانونی و کلیات تشکیل شورای‌عالی برنامه‌ریزی و گروههای تابعه آن در دهمین و شانزدهمین جلسه شورای عالی انقلاب فرهنگی (۶۳/۱۱/۲۸ و ۶۴/۱/۶) به تصویب رسید. این شورا جانشین ستاد انقلاب فرهنگی در تهیه و تدوین و تصویب برنامه‌های آموزشی دانشگاه ها و مقررات و آئین نامه‌های آموزشی است و ادامه دهنده کار ستاد یاد شده می‌باشد. بنابراین به دنبال تصویب و ابلاغ لایحه قانونی تشکیل شورای‌عالی برنامه‌ریزی کلیه گروه ها و کمیته‌های تخصصی ستاد انقلاب فرهنگی تحت نظارت مستقیم شورای‌عالی برنامه‌ریزی قرار گرفت و تشکیلات آن‌ها کلاً به این شورا منتقل گردید.
آنچه در حال حاضر دفتر گسترش و برنامه‌ریزی آموزش عالی خوانده می‌شود، دبیرخانه شورای گسترش آموزش عالی است که بالاترین مرجع تصمیم گیری برای ایجاد، ادغام و انحلال رشته‌ها و دوره‌های تحصیلی، گروه های آموزشی، دانشکده‌ها و دانشگاه های دولتی و غیردولتی یا هر نوع مرکز آموزش عالی و همچنین تهیه و تدوین و تصویب برنامه‌های آموزشی دانشگاه ها و مقررات و آئین نامه‌های آموزشی و بررسی صلاحیت علمی متقاضیان استخدام هیأت علمی محسوب می‌شود. نخستین بار شورای عالی معارف که مدتی بعد شورای عالی فرهنگ نام گرفت در سال ۱۳۰۱ هجری شمسی تشکیل گردید. در سال ۱۳۴۴ نام شورای عالی فرهنگ به شورای مرکزی دانشگاه‌ها تغییر و سپس در سال ۱۳۴۷، وزارت علوم به جای شورای مرکزی دانشگاه ها مسئول رسیدگی به امور آموزش عالی گردید. در سال ۱۳۴۸ شورای تأسیس، توسعه و انحلال مؤسسات آموزش عالی عهده‌دار تصمیم گیری در نحوه فعالیت مؤسسات آموزش عالی شد و سرانجام در تاریخ ۱۳۴۹/۲/۲۶ بنا به پیشنهاد وزارت علوم و آموزش عالی، هیأت وزیران با تبدیل نام شورای مزبور به شورای گسترش آموزش عالی موافقت به عمل آورد.